# لويغي فيراري برافو
لويغي فيراري برافو (بالإيطالية: Luigi Ferrari Bravo)‏ هو قاضي ومحامي إيطالي، ولد في 5 أغسطس 1933 في نابولي في إيطاليا، وتوفي في 8 فبراير 2016 في روما في إيطاليا.